# Urda (kommun)
Urda är en kommun i Spanien.   Den ligger i provinsen Toledo och regionen Kastilien-La Mancha, i den centrala delen av landet, 120 km söder om huvudstaden Madrid. Antalet invånare är 3 056.